# 千葉県警察成田国際空港警備隊
千葉県警察成田国際空港警備隊（ちばけんけいさつなりたこくさいくうこうけいびたい）は、成田国際空港の警備を担当するため、千葉県警察警備部に附置された執行隊である。

## 沿革

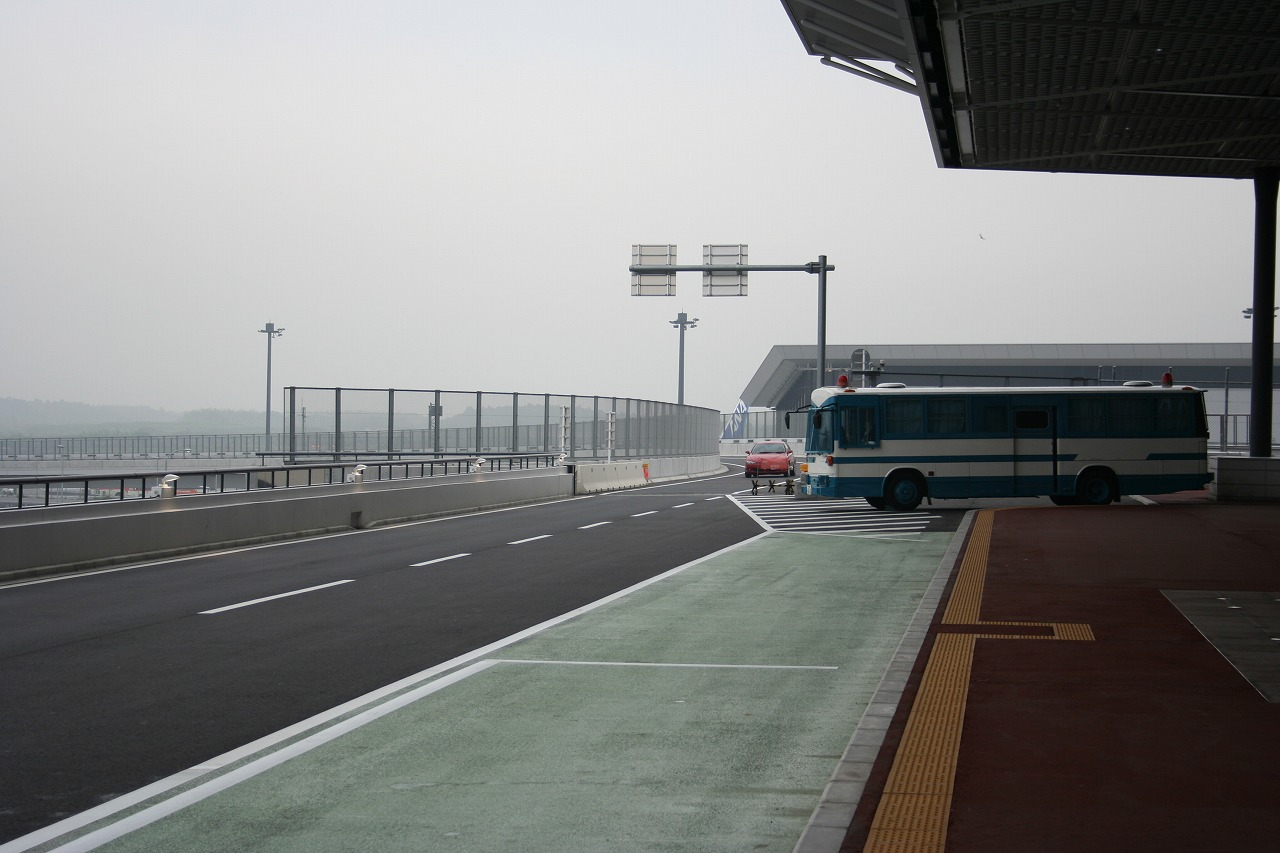
成田空港第1ターミナル出発フロアの車両入口で警戒にあたる、警備隊車両。出入り車両の監視を行うほか、必要があれば車体をバリケードにして車両の侵入を阻む。

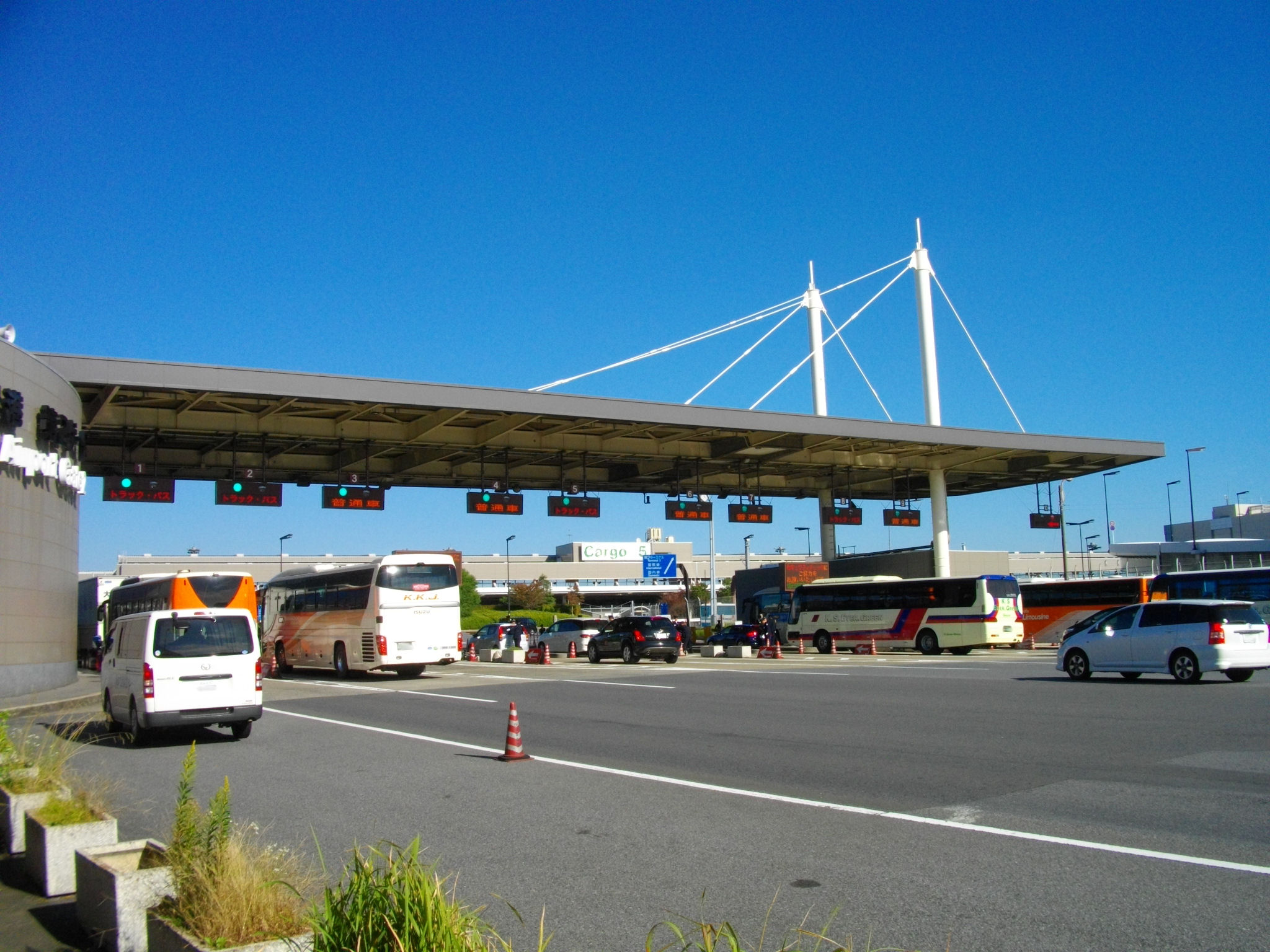
成田空港の検問所

日本国政府は、航空運輸の必要性から、東京に新しい空港建設を計画し、その計画地を千葉県成田市三里塚を中心に設定したことから、この空港建設に反対する地元住民が三里塚闘争を展開し、後にこれに極左暴力集団などの武装勢力も加わり、活発なゲリラ活動を行う様になった（成田空港問題）。
1978年（昭和53年）3月26日には、開港直前になって新左翼運動家が管制塔に乱入し管制塔内の機器を破壊したため（成田空港管制塔占拠事件）、開港が予定より2か月遅れる事態となった。日本国政府は「この暴挙が単なる農民の反対運動とは異なる異質の法と秩序の破壊、民主主義体制への挑戦であり、徹底的検挙、取締りのため断固たる措置をとる」と声明を出し、「新東京国際空港の開港と安全確保対策要綱」を制定した。この管制塔襲撃事件を契機に、千葉県警察本部に空港の安全確保を目的として空港警備隊準備委員会が設置された。
その結果、1978年7月18日に新東京国際空港警備隊が発足し、現在の成田国際空港警備隊に至る。約600名で発足し、1年半後には1,500名体制に拡充。以後、2018年度までこの規模を維持した。
開港後も2000年代に至るまで過激派による空港施設や関係者への攻撃が頻繁に発生しており、厳重な警備体制を継続していたが、円卓会議などを経て空港と地域住民との和解が進んだことや、左翼運動離れ・反対派メンバーの高齢化などもあって、近年では過激な反対闘争は大幅に縮小している。このため2015年には入港時に実施されていた検問が原則廃止されるなど、利便性を重視した警備体制の見直しが図られている。
2018年12月に改編計画が発表された。2019年度より、部内の配置を見直して総員を1,500名体制から1,000名体制に縮小する一方、銃器対策やNBCテロ対応、爆発物処理などの専門要員を増強。さらに2020年10月からは750名体制となっている。

## 任務

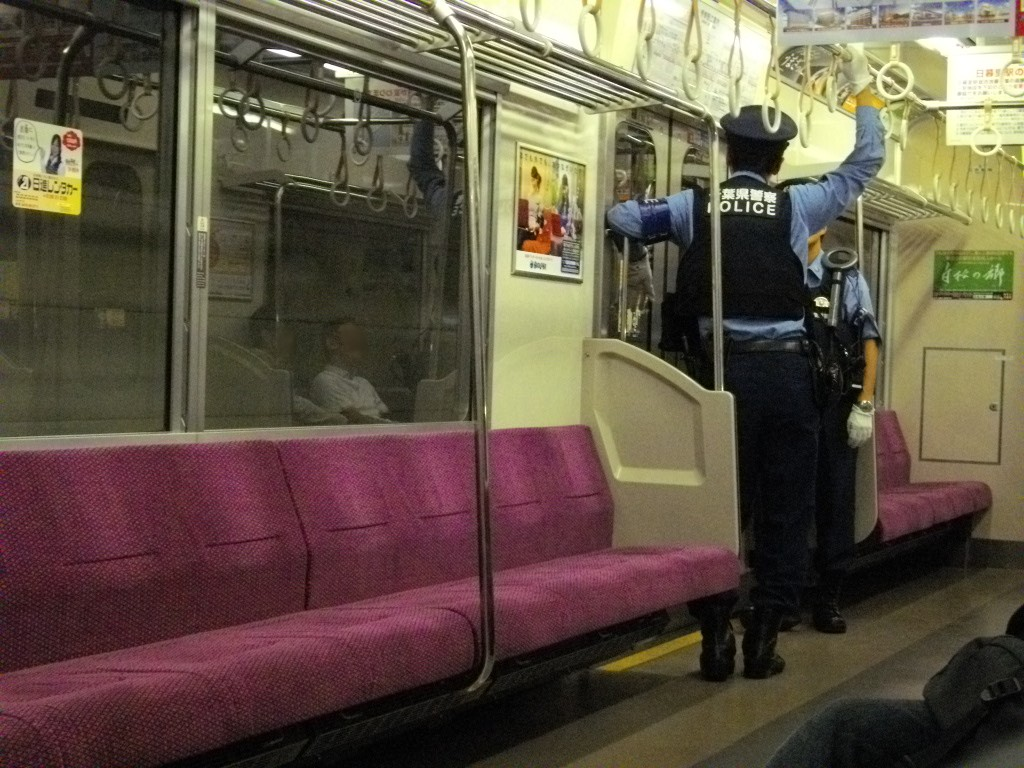
空港敷地内及び隣接地を通る芝山鉄道線では開業当初は警察官が必ず乗車し、警備にあたっていた。

成田国際空港警備隊の任務は、成田国際空港の安全確保及び各種テロ警戒である。
一連の三里塚闘争を契機に、常駐の強力な警備力の必要から、警察制度上例外的な空港警備隊が創設された。
成田国際空港及びその機能に関連する諸施設を防護し、極左暴力集団等により行われる空港等の安全と秩序を阻害する行為の防止、制圧及び検挙に当たる。
（千葉県警察の組織に関する規則（平成6年千葉県公安委員会規則第15号）第93条第2項）
航空機事故やハイジャックの初動措置に備えて、機動救助部隊、レンジャー部隊、爆発物処理部隊、銃器対策部隊（H&K MP5サブマシンガンを装備）を警備隊内に編成している他、NBCテロ対策部隊や儀仗隊(ぎじょうたい)（成田国際空港に要人が来ることも多いため）も設置されている（栄誉礼）。
なお、成田国際空港を使用したスカイマーシャル業務は、千葉県警察機動隊が担当している。
現在、年間およそ100回の割合で爆発物処理班に出動が命ぜられている。出動した事案の大半が、空港内での不審な手荷物を検査する作業である。

## 出向
成田国際空港警備隊は、千葉県警察の所属でありながら、人員は県警の定員の枠外であり、全国の警察（皇宮警察も含む）から出向してきた隊員が半数を占める。これらの隊員が1年（警視庁のみ1年だが希望すれば延長可）もしくは2年を期限に出向することによって部隊を構成している。千葉県職員の任期は管理職を除き3-4年。
出向の間の身分は、出身の都道府県警察官・皇宮護衛官から千葉県警察官に切り替えられる。
各隊の出向元警察別配置
- 第一空港機動隊
  - 警視庁、（宮城）、埼玉、岐阜、和歌山、岡山、徳島、鹿児島
- 第二空港機動隊
  - 警視庁、（福島）、愛知、三重、奈良、山口、高知、熊本
- 第三空港機動隊
  - 皇宮警察、秋田、群馬、神奈川、新潟、大阪、大分、宮崎
- 第四空港機動隊
  - 警視庁、青森、長野、石川、京都、鳥取、香川、福岡、沖縄
- 第五空港機動隊
  - 警視庁、山形、茨城、栃木、福井、兵庫、島根、広島、佐賀
- 第六空港機動隊
  - 北海道、（岩手）、山梨、静岡、富山、滋賀、大阪、愛媛、長崎

出向元警察の実情を考慮し、警視庁と神奈川県警、大阪府警と兵庫県警、警視庁と大阪府警は各空港機動隊で一緒にならないように振り分けてある。2011年以降、東日本大震災の影響で岩手・宮城・福島県からの出向は中止されている。

## 隊編制
連隊編制（総数約750名）
- 警備隊長（警視正：兼警備部参事官）
- 警備隊副長（警視）総括担当
- 本部
総務室（室長：警視）
総務課
警務課
会計課
厚生課
教訓課
柔道、剣道及び逮捕術などの術科教養また隊員の各種訓練を担当。
教師（警部補）または助教（巡査部長）が置かれている。
警備室（室長：警視）
警備第1課…空警隊の運用計画などを担当。
警備第2課…空警隊の渉外活動、警備実施を担当。
ハイジャック対策部隊（離陸阻止や各種偵察活動を担当）や、警備犬部隊も所属している。
警備第3課…公安活動を担当。
警備第4課…空港制限エリア内警備実施を担当。
航空課 ……県警航空隊が兼務している。
各課は課長（警部）-係長（警部補）-主任（巡査部長）-課員（巡査）の構成。
その他に各室には調査官（警部）及び専門官（警部補）が置かれている。
第一空港機動隊（大隊編成） 通称「一空機」もしくは「空一機」（県一機と混同しないため）
第二空港機動隊
第三空港機動隊
第四空港機動隊
第五空港機動隊
第六空港機動隊
- 空港機動隊の編成
空港機動隊長（警視）
機動隊副隊長（警部）
庶務班
警備1班（班長：警部補）
警備2班
操車整備班
第1中隊（中隊長：警部）
第2中隊（中隊長：警部）
第3中隊（中隊長：警部）
中隊は中隊伝令長（警部補）+中隊伝令（巡査部長）+3個小隊（小隊長：警部補）、
小隊は伝令（巡査部長）+3個分隊（分隊長：巡査部長）編成。

（※参考：千葉県警察の組織に関する規則、千葉県警察職員の補職及び職の設置に関する規則）